# Třemošná
Třemošná (německy Tschemoschna) je město na stejnojmenném vodním toku v okrese Plzeň-sever v Plzeňském kraji. Leží devět kilometrů severně od Plzně. Má rozlohu 18,10 km² a přibližně 5 100 obyvatel. Město je údolím řeky Třemošná a železniční tratí rozděleno na menší severní a větší jižní část. V jižní se nachází mj. přirozené centrum, radnice a sídliště.

## Historie
První písemná zmínka o obci je z roku 1181 (Sremesna).
Na začátku devatenáctého století se u Třemošné začalo těžit černé uhlí. K nejstarším dolům patřila Jakubova parní vrátková šachta, kde se těžila uhelná sloj uložená v hloubce osmnáct metrů. Jižně od nádraží se nacházel důl Ignác, který dosáhl hloubky osm metrů a v roce 1832 byl uzavřen. Další drobné doly se nacházely směrem k Jalovčinám a Bílé Hoře, ale brzy vyčerpaly dostupné uhlí. Sloj je totiž ukloněná a v západní části rychle klesá do větších hloubek. Navíc ji narušuje tektonický zlom, podél kterého se část sloje posunula z hloubky 81 metrů do hloubky 263 metrů. Důlní míry dolu Ignác postupně do roku 1842 získal Johann David Starck. Ve stejné době také koupil 32 metrů hluboký důl Františka a o rok později přikoupil důlní míry Marie. Mělce uloženou sloj ve hloubce 36 metrů začal roku 1860 těžit důl Prokop, o šest let později prohloubený až ke spodní sloji v hloubce 120 metrů.
O uhlí byl v té době jen malý zájem, a jedním z možností, jak jej využít, bylo v roce 1864 spuštění sklárny Johannem Antonem Starckem, do které se uhlí dopravovalo z nového dolu Ignác po koňské úzkorozchodné dráze dlouhé 380 metrů. Podnik, jako první v Evropě, v roce 1891 zavedl strojní výrobu vyráběl tabulového skla. Útlum těžby uhlí koncem devatenáctého století a nutnost dopravovat palivo z větší vzdálenosti vedly roku 1921 k uzavření sklárny, resp. k jejímu přestěhování do Rychnova nad Kněžnou.
Starckům v Třemošné patřily ve druhé polovině devatenáctého století i další doly: Antonín, Jan a Magdaléna. Těžily uhlí v hloubkách okolo sta metrů. Mocnost sloje v nich dosahovala 2–2,5 metru a hlavním způsobem těžby bylo pilířování. Proplástky sloje byly samostatně těženy k výrobě žáruvzdorných materiálů v šamotárně u dolu Magdaléna. Celkový rozsah těžby se pohyboval okolo šesti tisíc tun v roce 1871 okolo osmdesáti tisíc tun v roce 1881. Všechny starckovské doly ukončily provoz v letech 1892–1895. Starckové založili také 120 metrů hluboký důl Prokop II. a sto metrů hluboký důl Johanna. Oba později získal Johann Fitz a v roce 1899 Prokop II. přešel do majetku Západočeských keramických závodů.
Kaolin byl u Třemošné objeven v roce 1855 a o dvacet let později zde belgická společnost otevřela plavírnu a továrnu na hliněné zboží. V roce 1916 ji koupila firma Západočeské továrny kaolinové a šamotové. K dalším podnikům patřila továrna na kameninové zboží bratří Mráčků, strojírna nebo výrobna mýdel a svíček.
Po první světové válce začaly pokusy o obnovu těžby uhlí, ale nevznikl zde žádný velký podnik. V letech 1920–1923 byl v místě staršího dolu Ludvík otevřen povrchový lom. Firma bratří Mráčků otevřela důl Viktor, ale jeho využití zkomplikovaly silné prameny podzemní vody. K menším dolům z tohoto období patří Josefa (1940–1945) nebo obnovený důl Marie (1934–1936).
V roce 1972 získala Třemošná status města.

## Obyvatelstvo
| Rok            | 1869 | 1880 | 1890 | 1900 | 1910 | 1921 | 1930 | 1950 | 1961 | 1970 | 1980 | 1991 | 2001 | 2011 | 2021 |
| -------------- | ---- | ---- | ---- | ---- | ---- | ---- | ---- | ---- | ---- | ---- | ---- | ---- | ---- | ---- | ---- |
| Počet obyvatel | 1246 | 1751 | 2154 | 2726 | 3151 | 3618 | 4315 | 3581 | 3917 | 3920 | 4856 | 4646 | 4624 | 4878 | 5098 |
| Počet domů     | 121  | 157  | 188  | 233  | 283  | 352  | 596  | 800  | 856  | 924  | 946  | 1033 | 1082 | 1181 | 1419 |

## Městská správa

### Části města
- Třemošná
- Záluží

### Městské symboly
Znak a vlajka byly městu uděleny rozhodnutím předsedy Poslanecké sněmovny Parlamentu České republiky dne 14. června 2000.

## Doprava
Městem vede železniční trať Plzeň–Žatec, na které je zřízena železniční stanice Třemošná u Plzně. Po Třemošné byla v minulosti nazvána také jižněji položená železniční zastávka Třemošná u Plzně zastávka; protože se nachází na území Plzně, byla přejmenována na Plzeň-Orlík.
Dále obcí prochází také silnice I/27 z Železné Rudy, přes Klatovy a Plzeň, směrem na Žatec, Most, Litvínov a Dubí. V Třemošné se kříží se silnicemi II/180, III/18010 a III/1807.

## Pamětihodnosti
- Kaple
- Rodný dům Václava Brožíka (Brožíkova 57)[13]
- Rodinný dům s lékárnou (U Lékárny 200)
- Hraniční kámen při cestě k Plzni

## Osobnosti
- Václav Brožík (1851–1901), malíř
- Otto Krompholz (* 1899), fotbalista
- Ladislav Jirka (1914–1986), tvůrce (rytec) bankovek a poštovních známek
- Blažena Fenclová (1924–1942), oběť heydrichiády
- Karel Stádník (1924–2011), sochař, restaurátor a fotograf
- Zdeněk Haber (* 1935), hokejista
- Vladimír Haber (* 1949), házenkář a trenér
- Václav Havel – fyzik, univerzitní pedagog, děkan Fakulty pedagogické ZČU

## Fotogalerie

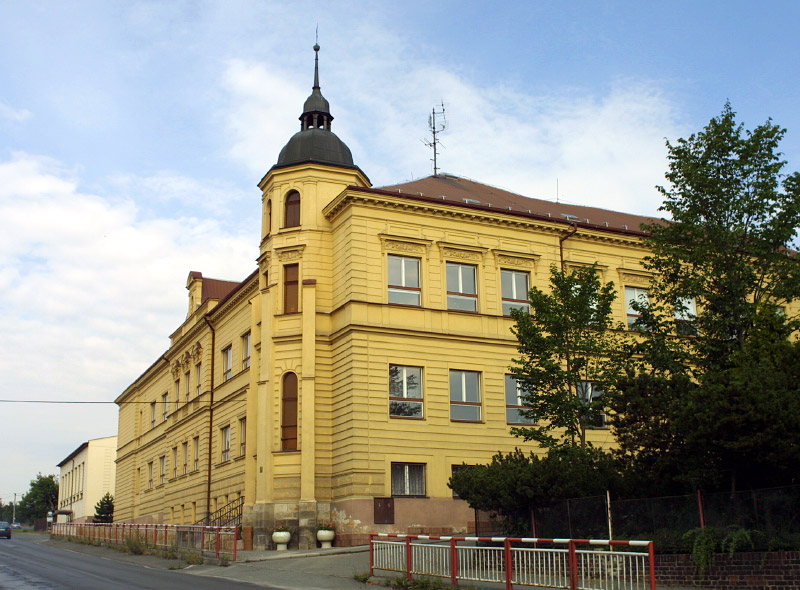
Základní škola
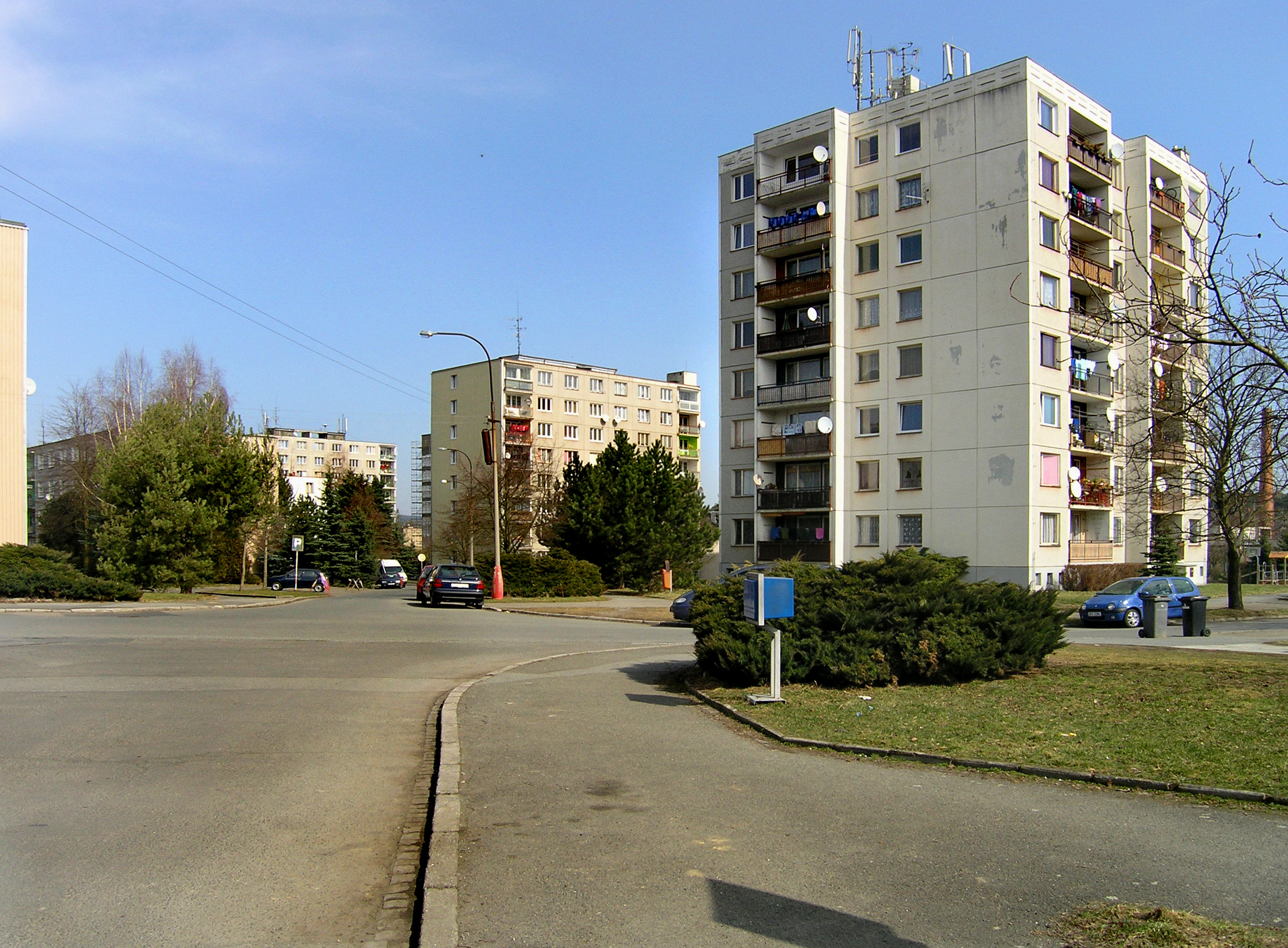
Sídliště na jihu
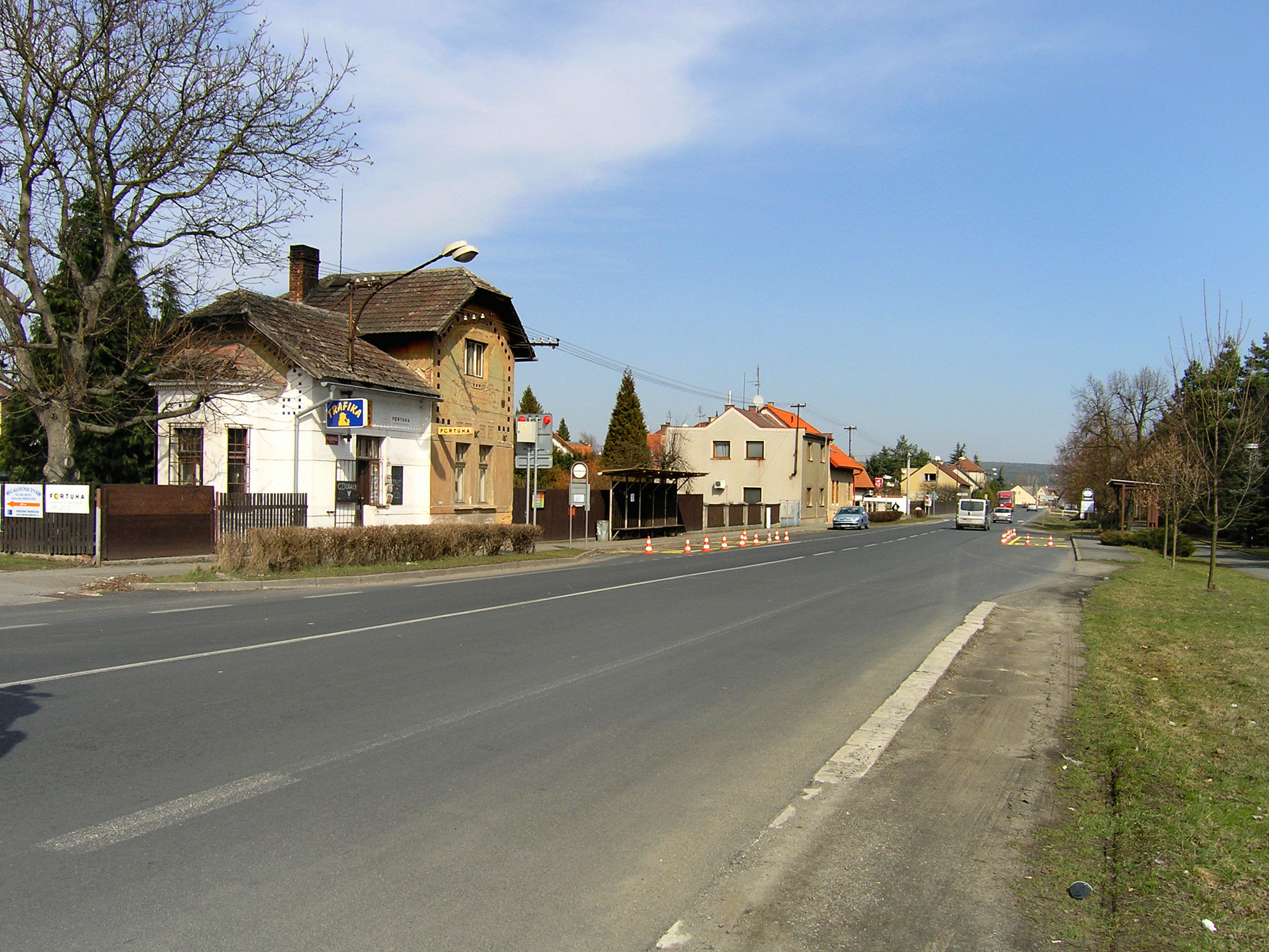
Plzeňská ulice v jižní části
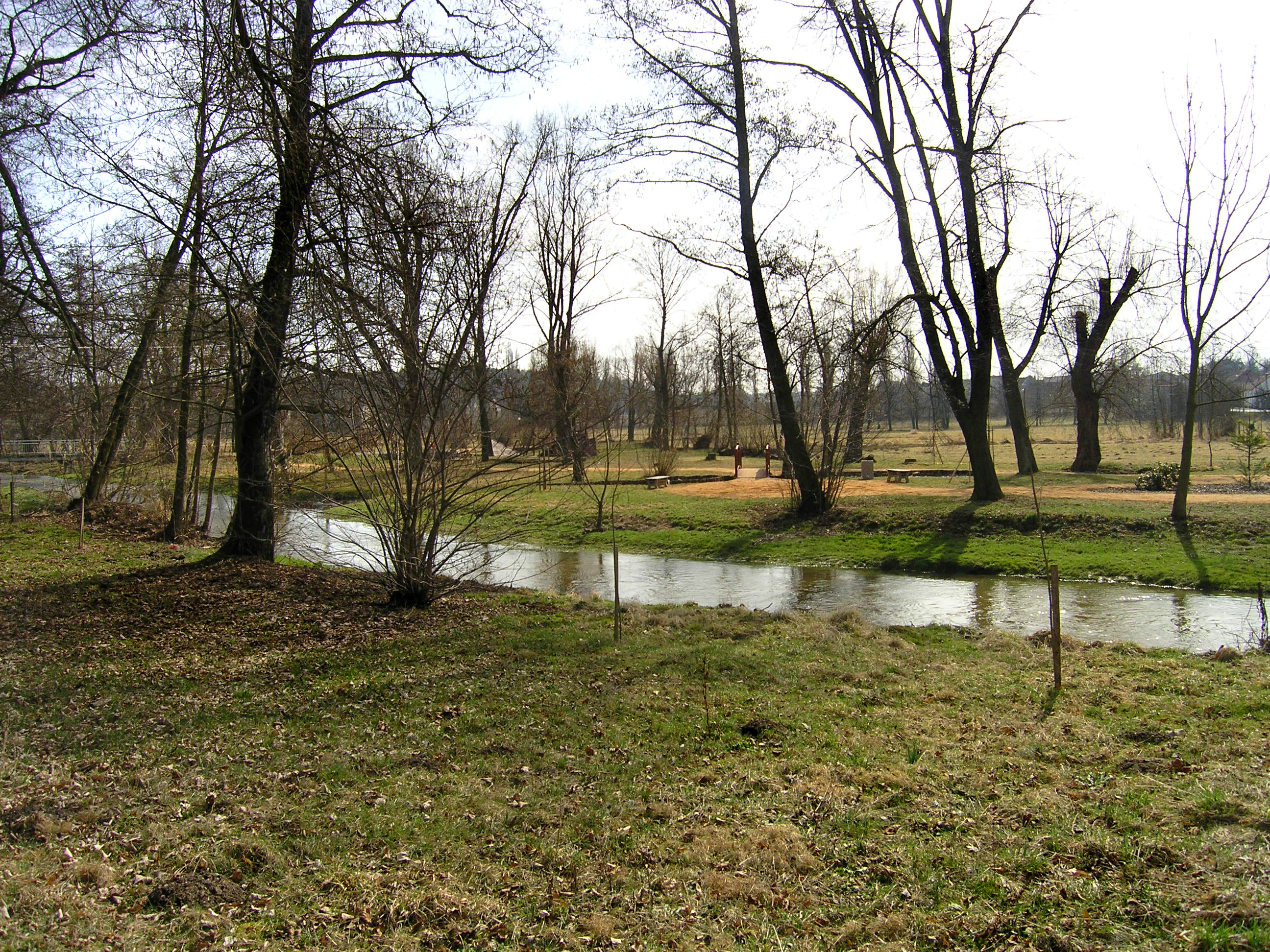
Údolí řeky Třemošná
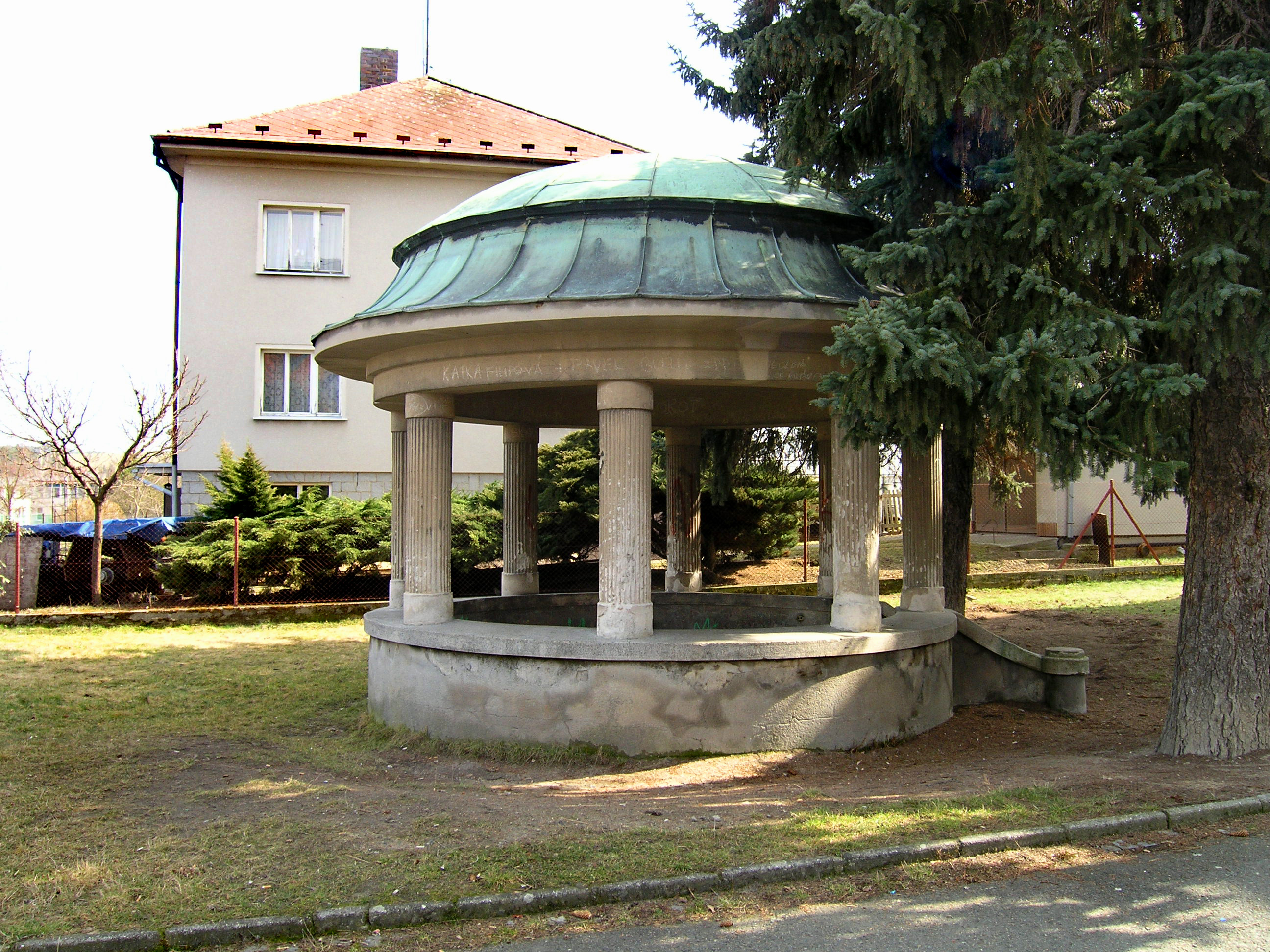
Altánek u sídliště v Šeříkové ulici